# استخرپشت
استخرپشت، روستایی است از توابع بخش هزارجریب شهرستان نکا در استان مازندران ایران.

## جمعیت
این روستا در دهستان استخرپشت قرار دارد و براساس سرشماری مرکز آمار ایران در سال ۱۳۸۵، جمعیت آن ۵۲۹ نفر (۱۳۴خانوار) بوده‌است. مردم استخرپشت از قومیت طبری هستند. مردم استخرپشت به زبان طبری (مازندرانی) سخن میگویند.